# Chypre aux Jeux olympiques d'été de 2008
Chypre participe aux Jeux olympiques d'été de 2008 à Pékin. Il s'agit de sa 8e participation à des Jeux d'été. 

## Médaillés chypriotes
Aucune médaille n'est remportée par un sportif chypriote.

## Engagés chypriotes par sport

### Athlétisme

#### Hommes
| Épreuve         | Athlète          | Séries   | Séries | Quarts de finale | Quarts de finale | Demi-finales | Demi-finales | Finale   | Finale |
| Épreuve         | Athlète          | Résultat | Rang   | Résultat         | Rang             | Résultat     | Rang         | Résultat | Rang   |
| --------------- | ---------------- | -------- | ------ | ---------------- | ---------------- | ------------ | ------------ | -------- | ------ |
| Saut en hauteur | Kyriákos Ioánnou | 2,25m    | 7e     | -                | -                | -            | -            | -        | -      |

#### Femmes
| Épreuve           | Athlète                 | Séries   | Séries | Quarts de finale | Quarts de finale | Demi-finales | Demi-finales | Finale   | Finale |
| Épreuve           | Athlète                 | Résultat | Rang   | Résultat         | Rang             | Résultat     | Rang         | Résultat | Rang   |
| ----------------- | ----------------------- | -------- | ------ | ---------------- | ---------------- | ------------ | ------------ | -------- | ------ |
| 200 mètres        | Eléni Artymatá          | 23.58    | 4e Q   | 23.77            | 7e               | -            | -            | -        | -      |
| 400 mètres        | Alissa Kallinikou       | 52.40    | 5e     | -                | -                | -            | -            | -        | -      |
| Saut à la perche  | Anna Fitidou            | 4,00m    | 16e    | -                | -                | -            | -            | -        | -      |
| Lancer du marteau | Paraskevi Theodorou     | 61,00m   | 22e    | -                | -                | -            | -            | -        | -      |
| Lancer du javelot | Alexandra Nasta-Tsisiou | 53,24m   | 21e    | -                | -                | -            | -            | -        | -      |

### Natation
- Anna Stylianou
- Natalia Hadjiloizou

### Tennis
- Márcos Baghdatís

### Tir
- Yórgos Achilléos
- Antonis Nicolaides
- Andri Eleftheriou

### Tir à l'arc
- Élena Mousikoú

### Voile
- Andreas Cariolou
- Pávlos Kontídis
- Gavriella Chadjidamianou
- Haris Papadopoulos